# Heiligengeistkirche Javorca

Heiligengeistkirche Javorca

Die Heiligengeistkirche Javorca im slowenischen Isonzo-Tal (Gemeinde Tolmin) ist ein Sakralbau aus dem Jahr 1916. Sie erinnert an die am Isonzo gefallenen Soldaten der österreichisch-ungarischen Armee.

## Gebäude
Die Heiligengeistkirche steht hoch über dem Tolminka-Tal und der Polog-Alm. Sie ist die einzig erhaltene Gedenkkirche aus der Zeit des Ersten Weltkrieges in dieser Region. Errichtet wurde sie auf dem Gebiet der einstigen Isonzo-Front, wo sich die österreichisch-ungarische sowie italienische Armee erbitterte Kämpfe lieferten. Insgesamt wurden zwölf Isonzoschlachten geschlagen. Die Kirche wurde auf einem Sockel gebaut, der über eine Steintreppe zu erreichen ist. 
Österreichisch-ungarische Soldaten errichteten sie zum Gedenken an die in dieser Region gefallenen Soldaten. Am 1. November 1916 wurde das Gebäude geweiht. Für den Bau und die architektonische Gestaltung war der Wiener Architekt Remigius Geyling verantwortlich. Die Bauleitung hatte Geza Jablonsky. 1999 wurde das Jugendstil-Bauwerk zum slowenischen Kulturdenkmal von nationaler Bedeutung erklärt und zählt zum europäischen Kulturerbe. Der Jugendstil wird vor allem im Inneren der Kirche deutlich. Das Gotteshaus steht am „Weg des Friedens“, der die im Isonzo-Tal befindlichen Relikte und Denkmäler aus dem Ersten Weltkrieg verbindet.
An der Außenfassade der Kirche sind 20 Wappen angebracht, die auf die 18 Kronländer sowie die beiden Städte Triest und Pula verweisen sollen. Die Stirnseite der Kirche (siehe Bild) zeigt das gemeinsame Wappen Österreich-Ungarns mit der lateinischen Titulatur „indivisibiliter ac inseparabiliter“, was zu Deutsch „unteilbar und untrennbar“ bedeutet.
Im Inneren der Kirche sind auf Holztafeln die Namen der gefallenen Soldaten verzeichnet. Das Totenbuch aus Holz verweist auf die Namen von insgesamt 2808 gefallenen Soldaten aus den vielen Kronländern des untergegangenen Habsburgerreiches. 

## Anfahrt
Die Strecke hinauf zur Kirche führt von Tolmin ausgehend über Zatolim auf einer alten, äußerst schlecht abgesicherten k. u. k. Versorgungsstraße rund 8 Kilometer hoch zur Polog-Alm. Die Straße ist von schwindelfreien und geübten Fahrern mit dem Auto zwar befahrbar, doch ist große Vorsicht geboten, da talseitig kaum bis gar keine Absicherungen vorhanden sind. In regelmäßigen Abständen gibt es Ausweichen, um Gegenverkehr auszuweichen. Von der Polog-Alm bis zur Kirche sind noch rund 25 Minuten Fußmarsch zu bewältigen.